# Kurt Møller Madsen
Kurt Møller Madsen (født 22. januar 1930, død 7. juni 1999) var en dansk tv-vært, journalist, forfatter og cirkusekspert, kendt især for sin tv-programserie Cirkusklub, der blev sendt på DR i 1970´erne. Han var cirkusanmelder for dagbladet Information i 60´erne og har skrevet flere bøger om cirkus, bl.a. Cirkus (1964) samt Markedsgøgl og Cirkusløjer (1970).
Kurt Møller Madsen var en overgang tv-vært i underholdningsprogrammet Lørdagshjørnet, hvor han bl.a. interviewede Dan Turell.
Kurt Møller Madsen blev født og voksede op i landsbyen Klippinge på Stevns. Han blev døbt Søren Kurt Møller Madsen i Magleby Kirke den 23/3 1930. Forældre: Bagersvend Christian Vilhelm Møller Madsen (f. 26/9 1906) og hustru Erna Marie Bluhme Madsen, f. Hansen (f. 1/4 1908). Kurt Møller Madsen gik i skole i Klippinge.

## Produktioner
Som forfatter:
- Familie variete (1981)
- The Biasinis - en italiensk familietrup (1972)
- Markedsgøgl og cirkusløjer (1972, Lademann)
- Cirkus ABC (1967, 1970)

Som tv-producer:
- Tryllebaren (1976, 1979)
- Cirkusklubben (1974)

Som tv-vært og speaker:
- Familie variete (1981)
- Lørdagshjørnet (1979)
- Tryllebaren (1976, 1979)
- Cirkusklubben (1974)
- The Biasinis - en italiensk familietrup (1972)
- Cirkus ABC (1967)